# Пицунда (шхуна)
«Пицунда» или «Питцунда» — парусно-винтовая шхуна Черноморского флота Российской империи, участник русско-турецкой войны 1877—1878 годов. Шхуна находилась в составе флота с 1857 по 1893 год, совершала плавания в акватории Чёрного и Средиземного морей, использовалась в качестве транспортного, крейсерского и брандвахтенного судна, а также для перевозки войск, высадки десантов и борьбы с контрабандистами. По завершении службы была переоборудована в блокшив, который служил до 1902 года.

## Описание судна
Парусно-винтовая шхуна с деревянным корпусом водоизмещением 336 тонн. Длина судна между перпендикулярами составляла 38,86 метра, ширина с обшивкой по сведениям из различных источников — 6,4—6,43 метра, осадка носом — 2,51 метра, а осадка кормой — 2,95—3 метра. На шхуне была установлена одна горизонтальная двухцилиндровая паровая машина простого расширения мощностью 60 номинальных лошадиных сил, что составляло 572 индикаторные лошадиные силы, и один железный паровой котёл, в качестве движителя помимо парусов использовался один гребной винт. Все первоначально установленные на судне механизмы низкого давления были производства компании Humphrys & Tennant.
Первоначально на шхуне были установлены четыре 6-фунтовых орудия, с 1862 года — две 12-фунтовые карронады, с 1871 года одна 106-миллиметровая нарезная пушка, а с 1873 года — одна 107-миллиметровая и две 87-миллиметровых нарезных пушки образца 1867 года. Во время русско-турецкой войны 1877—1878 годов вооружение шхуны состояло из одной 106-миллиметровой нарезной и двух 3-фунтовых гладкоствольных пушек.

## История службы
Парусно-винтовая шхуна была заложена на стапеле фирмы Young & Magney в Лаймхаусе по заказу Военного министерства Российской империи в 1857 году и предназначалась для нужд Отдельного кавказского корпуса. В том же году была спущена на воду и передана заказчику. Строительство вёл кораблестроитель Самьюр. 23 июля (4 августа) 1857 года шхуне было присвоено наименование «Пицунда», а в сентябре того же года она прибыла из Англии в Одессу. 2 (14) декабря 1857 года вместе с другими шхунами корпуса была передана Морскому ведомству и включена в состав Черноморского флота России.
В 1858 году совершала плавания между портами Чёрного моря, а в следующем 1859 году выходила в крейсерские плавания к абхазским берегам. В кампании 1860 и 1861 годов также находилась в плаваниях у восточного берега Чёрного моря. При этом 3 (15) августа у балки Аше захватила кочерму контрабандистов, на борту которой было 23 черкеса и 3 турка. 11 (23) сентября принимала участие в высадке десантов в Туапсе и уничтожении базара и кочерм контрабандистов на берегу. 19 (31) декабря 1860 года также уничтожила контрабандную кочерму.
В 1862 году выходила в плавания в Чёрное море. В кампанию 1863 года на шхуне была произведена замена парового котла, после чего она также совершала плавания между портами Чёрного моря и у его кавказского берега. В 1864 году находилась в составе экспедиции Черноморского флота у восточного берега Чёрного моря, совершала плавания вдоль абхазского берега и использовалась для перевозки десантных войск из Сухума в Адлер. При этом на шхуне в кампанию этого года держал свой флаг командир экспедиции контр-адмирал М. О. Дюгамель.
В кампании 1865 и 1866 годов совершала плавания у кавказских берегов Чёрного моря. В 1867 году несла службу на сухумском рейде и выходила в плавания в Чёрное море, а в следующем 1868 году — к черноморским берегам Кавказа. Кампании 1869 и 1870 годов также провела в плаваниях вдоль восточного берега Чёрного моря. В 1871 году шхуна подверглась серьёзному ремонту в Николаеве, во время которого была проведена замена парового котла и проведено её перевооружение, после ремонта ушла в плавания к восточному берегу Чёрного моря, а также совершила заграничное плавание.
В 1872 и 1873 годах совершала крейсерские плавания в Чёрном море, при этом в 1873 году вновь подверглась перевооружению. В кампанию 1874 года также совершала крейсерские плавания в Чёрном море и находилась в заграничном плавании. В 1875 году выходила в плавания в акватории Чёрного моря.
В кампанию 1876 года вновь крейсировала вдоль абхазских берегов Чёрного моря, а с октября того же года находилась на станции в Сухуме.
Принимала участие в русско-турецкой войне 1877—1878 годов. В апреле 1877 года перешла из Сухума в Керчь, где заняла брандвахтенный пост. Также в кампанию этого и следующего годов года выходила в крейсерские плавания к абхазским берегам Чёрного моря. При этом в кампанию 1878 года командир шхуны капитан 2-го ранга П. А. Ефремов был награждён орденом Святого Владимира IV степени с бантом за выслугу 25 лет в офицерских чинах.
В кампанию 1879 года выходила в крейсерские плавания к абхазским берегам Чёрного моря. В 1880 году на шхуне в очередной раз был установлен новый паровой котёл, после чего она ушла в крейсерские плавания к абхазским берегам Чёрного моря. В следующем 1881 году шхуна также находилась в крейсерских плаваниях у абхазских берегов. В 1882 и 1883 годах совершала заграничное плавание в Средиземном море, при этом в кампанию 1883 года командир шхуны капитан-лейтенант В. А. Безуар был награждён орденом Святого Владимира IV степени с бантом «за 18 кампаний и бытность в сражении». В кампанию 1884 года судно также находилось в заграничном плавании.
27 октября (8 ноября) 1886 года по неблагонадёжности к несению дальнейшей службы шхуна «Пицунда» была отчислена к порту в Севастополе, а 31 июля (12 августа) 1893 года — исключена из списков судов флота. В 1896 году корпус шхуны был переоборудован в блокшив № 7, который 28 сентября (11 октября) 1902 года был потоплен как мишень, поражённая миной Уайтхеда, у Севастополя.

## Командиры шхуны
Командирами парусно-винтовой шхуны «Пицунда» в составе Российского императорского флота в разное время служили:
- капитан-лейтенант Н. Н. Андреев (1857—1858 годы)[35][36];
- капитан-лейтенант М. И. Станиславский (1858—1863 годы)[37];
- капитан-лейтенант М. Ф. Есаулов (1864—1867 годы)[38];
- капитан-лейтенант, а с 1 (13) января 1870 года капитан 2-го ранга Ф. Ф. Артюков (1867—1871 годы)[39];
- капитан-лейтенант, а с 31 марта (12 апреля) 1874 года капитан 2-го ранга Д. Д. Иванов (1872—1874 годы)[22];
- капитан-лейтенант, а с 1 (13) января 1877 года капитан 2-го ранга П. А. Ефремов (1875—1881 годы)[40];
- капитан-лейтенант В. А. Безуар (1882—1883 годы)[41];
- капитан 2-го ранга Л. П. Беклешов (1884 год)[42].